# Bourg-Charente

Bourg-Charente este o comună în departamentul Charente, Franța. În 1 ianuarie 2022 avea o populație de 885 de locuitori.